# Louis Henry Auguste Baquet
Pour les articles homonymes, voir Baquet.
Louis Henry Auguste Baquet (1858-1923) est un général de division français dont le nom est associé à la Première Guerre mondiale.

## Biographie
Louis Baquet naquit à Sedan le 25 juin 1858. Il entra à l'École polytechnique (France) le 1er septembre 1874 pour en sortir sous-lieutenant le 1er novembre 1878. Il créa un canon qui portait son nom mais qui ne fut pas mis en service. Blessé lors de l'explosion du polygone de tir du 29 juin 1918, il dut être trépané. Il mourut à Grenoble le 1er décembre 1923 et fut enterré à Asnières.

### Grades
- 1876 élève à l'École polytechnique
- 01/10/1878 sous-lieutenant
- 01/10/1880 lieutenant
- 15/08/1886 capitaine
- 29/12/1896 chef d'escadron
- 09/04/1903 lieutenant-colonel
- 01/06/1908 colonel
- 22/06/1912: général de brigade
- 21/12/1914: général de division

### Décorations
- Légion d'honneur: Chevalier (12/07/90), Officier (31/12/07), Commandeur (08/06/15)
- Médaille commémorative de Madagascar
- Médaille coloniale avec agrafe Tunisie
- Chevalier du Nicham Iftikhar ( Tunisie)

### Postes
- 01/10/02: sous-directeur technique de la Fonderie des canons de Bourges
- 12/10/03: vice-président de la Commission d'expériences de Bourges
- 01/06/08: chef de corps du 6e régiment d'artillerie
- 23/03/12: commandant de l'Artillerie du  14e Corps d'Armée (14e Brigade d'Artillerie)
- 05/10/13: commandant de la 53e Brigade d'Infanterie et la subdivision de région de Romans
- 09/09/14: commandant de la  13e Division d'Infanterie
- 13/10/14: commandant de l'Artillerie de la  Xe Armée
- 09/11/14: adjoint au général directeur de l'Artillerie au Ministère de la Guerre
- 03/12/14: directeur de l'Artillerie au Ministère de la Guerre
- 20/05/15: adjoint au sous-secrétaire d'État de l'Artillerie et des Munitions
- 08/06/15: en disponibilité
- 01/07/15: commandant de la  89e Division d'Infanterie Territoriale
- 31/05/17: directeur des étapes Ouest du Groupe d'armées du Nord
- 25/09/17: en congé de repos
- 25/12/17: en disponibilité
- 11/07/20: placé dans la section de réserve